# Mari Blanchard
Pour les articles homonymes, voir Blanchard.

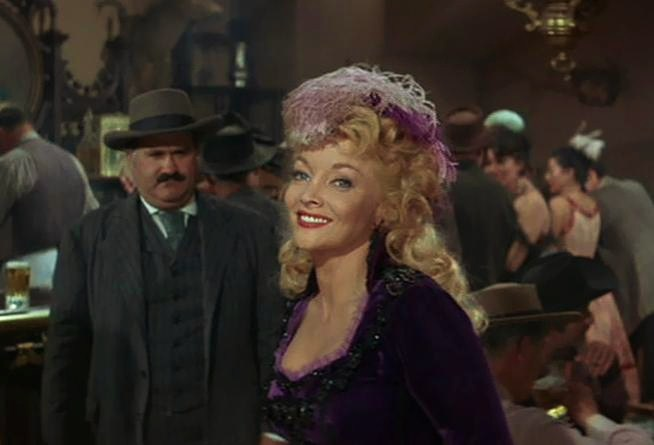
Avec Jack Kruschen, dans Le Grand McLintock (1963)

Mari Blanchard est une actrice américaine, née Mary E. Blanchard le 13 avril 1927 à Long Beach (Californie), morte le 10 mai 1970 à Los Angeles — Quartier de Woodland Hills (Californie).

## Biographie
Au cinéma, Mari Blanchard apparaît dans trente-et-un films — majoritairement américains — à partir de 1947, dont Sur la Riviera de Walter Lang (1951, avec Danny Kaye et Gene Tierney) et Le Fils de Sinbad de Ted Tetzlaff (1955, avec Dale Robertson et Vincent Price). Son dernier est le western Le Grand McLintock d'Andrew V. McLaglen (avec John Wayne et Maureen O'Hara), sorti en 1963.
Pour la télévision, elle contribue à vingt-neuf séries — la première en 1955 —, dont la série-western Klondike (en) (quatorze épisodes, 1960-1961). Elle tient son ultime rôle au petit écran dans un épisode d’Opération vol, diffusé en 1968.
Deux ans après, en 1970, elle meurt prématurément d'un cancer.

## Filmographie partielle

### Au cinéma
(films américains, sauf mention contraire)
- 1947 : Copacabana d'Alfred E. Green : Copa Girl
- 1950 : Mr. Music de Richard Haydn : Chorine
- 1951 : Discrétion assurée (No Questions Asked) d'Harold F. Kress : Natalie
- 1951 : Dix de la légion (Ten Tall Men) de Willis Goldbeck : Marie DeLatour
- 1951 : Sur la Riviera (On the Riviera) de Walter Lang : Eugénie
- 1951 : Bannerline de Don Weis : Éloïse
- 1951 : Le Droit de tuer (The Unknown Man), de Richard Thorpe : Sally Tever
- 1951 : Overland Telegraph de Lesley Selander : Stella
- 1952 : Deux dégourdis à Tokyo (Back at the Front) de George Sherman : Nina
- 1952 : L'Ivresse et l'Amour (Something to Live For) de George Stevens : Une fille au vestiaire
- 1952 : Le Proscrit (The Brigand) de Phil Karlson : Dona Dolores Castro
- 1952 : Aveux spontanés (Assignment - Paris!) de Robert Parrish
- 1953 : Le Prince de Bagdad (The Veils of Bagdad) de George Sherman : Selima
- 1953 : Deux Nigauds chez Vénus (Abbott and Costello Go to Mars) de Charles Lamont : Allura
- 1954 : Seul contre tous (it) (Rails Into Laramie) de Jesse Hibbs : Lou Carter
- 1954 : Le Nettoyeur (Destry) de George Marshall : Brandy
- 1954 : Le Défilé sauvage (Black Horse Canyon) de Jesse Hibbs : Aldis Spain
- 1955 : Le Fils de Sinbad (Son of Sinbad) de Ted Tetzlaff : Kristina
- 1955 : Les Cavaliers du diable (The Return of Jack Slade) d'Harold D. Schuster : Texas Rose
- 1955 : Piège double (The Crooked Web) de Nathan Juran : Joanie Daniel
- 1956 : The Cruel Tower de Lew Landers : Mary « The Babe » Thompson
- 1956 : La Diligence de la peur (Stagecoach to Fury) de William F. Claxton : Barbara Duval
- 1956 : Canasta de cuentos mexicanos, film à sketches mexicain de Julio Bracho, segment Canasta : rôle non-spécifié
- 1957 : She Devil de Kurt Neumann : Kyra Zelas
- 1957 : La Jungle infernale (Jungle Heat) d'Howard W. Koch : Ann McRae
- 1958 : Machete de Kurt Neumann : Jean Montoya
- 1962 : Don't Knock the Twist d'Oscar Rudolph : Dulcie Corbin
- 1963 : Trio de terreur (Twice-Told Tales) de Sidney Salkow : Sylvia Ward
- 1963 : Le Grand McLintock (McLintock!) d'Andrew V. McLaglen : Camille

### À la télévision
(séries)
- 1959 : Sugarfoot

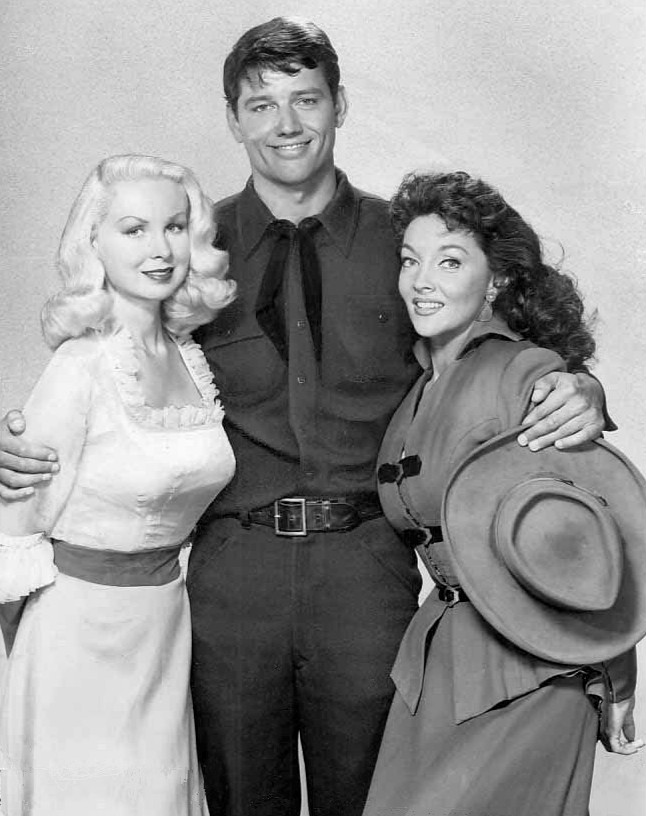
Joi Lansing (à g.), Ralph Taeger et Mari Blanchard, dans la série Klondike (photo promotionnelle, 1960)

  - Saison 3, épisode 7 Apollo with a Gun de Robert Altman : Adah Isaacs
- 1959-1961 : Rawhide
  - Saison 2, épisode 9 Le Puma (Incident of the Stalking Death, 1959) d'Harmon Jones : Margarita Colinas
  - Saison 3, épisode 14 La Fin de la piste (Incident of the Big Blowout, 1961) : Laura Carter
- 1960 : Laramie
  - Saison 1, épisode 22 Rope of Steel : Sally
- 1960 : Bonne chance M. Lucky (Mr. Lucky)
  - Saison unique, épisode 24 I Bet Your Life de Jack Arnold : Mlle Grey
- 1960-1961 : Klondike (en)
  - Saison unique, 14 épisodes : Kathy O'Hara
- 1961 : 77 Sunset Strip
  - Saison 3, épisode 20 The Positive Negative : Comtesse Van Hochenstein
  - Saison 4, épisode 8 The Cold Cash Caper de Leslie Goodwins : Jane Wiley
- 1962 : Perry Mason, première série
  - Saison 5, épisode 24 The Case of the Melancholy Marksman de Jerry Hopper : Irène Chase
- 1965 : L'Homme à la Rolls (Burke's Law), première série
  - Saison 3, épisode 6 Nightmare in the Sun de James Goldstone : Mme Vasquez
- 1967 : Le Virginien (The Virginian)
  - Saison 5, épisode 23 Doctor Pat de Don McDougall : Marie Coulter
- 1968 : Opération vol (It Takes a Thief)
  - Saison 1, épisode 6 La Ceinture du prophète (Totally by Design) : Mme Gamar